# Trunking (red)
El trunking es una función para conectar dos switchs, routers o servidores, del mismo modelo o no, mediante 2 cables en paralelo en modo Full-Duplex. Así se consigue un ancho de banda del doble para la comunicación entre los switches. Esto permite evitar cuellos de botella en la conexión de varios segmentos y servidores. También nos permite aumentar la seguridad, disminuir la sobrecarga de trabajo sobre un mismo switch teniendo varias CP conectadas, disminuye gastos generales y permite tener separados grupos o áreas de trabajo.El protocolo es 802.1ad